# Erupció peleana
Una erupció peleana és un tipus d'erupció volcànica. Poden esdevenir quan el magma viscós, típicament de tipus riolític o andesític, està implicat en l'erupció. Comparteix algunes similituds amb les erupcions Vulcanianes. Les característiques típiques d'una erupció peleana és la presència d'una allau de cendra volcànica calenta, el que s'ha donat a conèixer com a flux piroclàstic. La formació de cúpules de lava és un altre tret característic. Breus fluxos de cendra o la creació de cons de pedra tosca es poden observar també. Les fases inicials de l'erupció estan caracteritzades per fluxos piroclàstics. Els dipòsits de tefra tenen un volum i una importància més baixa que les corresponents a les erupcions plinianes i vulcanianes. El magma viscós llavors forma una cúpula inflada i costeruda, anomenada també espina volcànica, a la xemeneia del volcà. La cúpula pot més tard col·lapsar, provocant fluxos de cendra i blocs calents. El cicle d'erupció es completa normalment en pocs anys, però en alguns casos pot continuar durant dècades, com en el cas del volcà Santiaguito. L'explosió el 1902 del Mont Pelée va ser el primer cas descrit d'una erupció peleana, i li donà el seu nom. Alguns altres exemples són l'erupció de 1948-1951 de l'Hibok Hibok, l'erupció de 1951 del Mont Lamington, que ha quedat com l'observació més detallada d'aquest tipus d'erupció, l'erupció de 1956 de Bezymianny, i l'erupció de 1968 del volcà Mayon.